# Vía de la Plata

La Vía de la Plata recorría 470 km entre Augusta Emerita (Mérida) y Asturica Augusta (Astorga).

La Vía de la Plata era una calzada romana que atravesaba de sur a norte parte del oeste de Hispania, desde Augusta Emerita hasta Asturica Augusta.
Dos milenios después, su trazado ha servido de base para proyectar el Sendero de Gran Recorrido Ruta de la Vía de la Plata, la Carretera del Puerto de Gijón al Puerto de Sevilla, y la autovía Ruta de la Plata, vías de comunicación que vertebran el occidente español. Esta última vía se ha convertido en una ruta turístico-cultural que, apoyada institucionalmente, ha generado una fuerte polémica, puesto que las evidencias históricas que se conservan, tanto fuentes literarias como arqueológicas, definen su recorrido exclusivamente entre Mérida y Astorga. En defensa de este trazado surgió la Asociación de Pueblos de la Vía de la Plata, presidida por el alcalde de Astorga, que desde 2006 lleva a cabo, entre otras actividades, acciones de protesta contra la extensión artificial de la Vía.

## Etimología

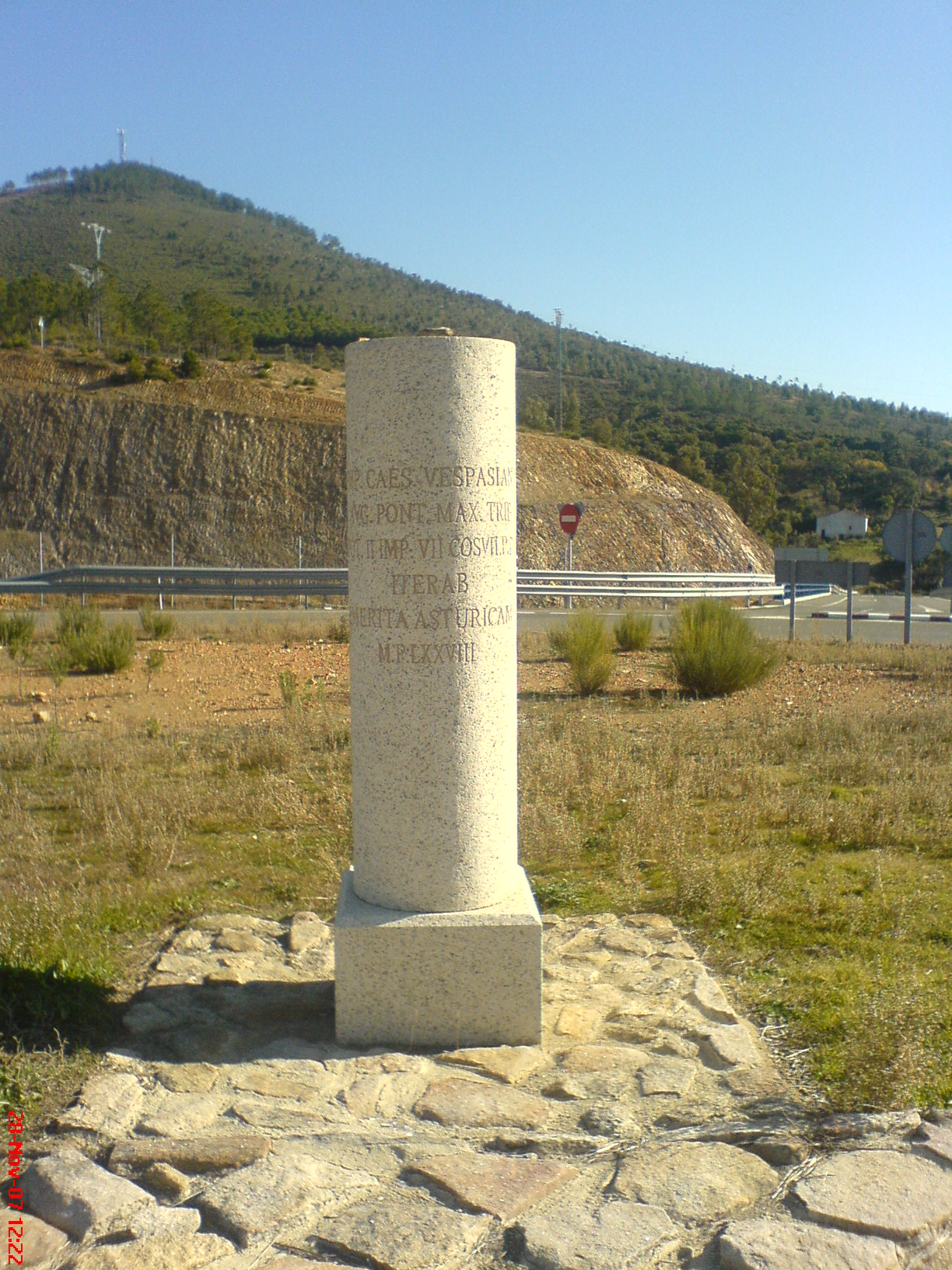
Hito conmemorativo de la calzada en el puerto de los Castaños, entre Cáceres y Plasencia.

La Vía de la Plata, a pesar de su nombre, nunca fue un camino de circulación de comercio argénteo. Tal denominación se debe, como en otras ocasiones, a una evolución popular por una confusión fonética. En época andalusí, a esta ruta se la denominó al-Balat (el camino empedrado), palabra muy frecuente en otras zonas de España y origen de topónimos como Albalat y Albalate. Es posible que esa pronunciación llevara a que la gente transfiriera el sonido al del preciado metal y de ahí que comenzara a denominarla Vía de la Plata en una fecha indeterminada, pero anterior a 1504 y 1507, cuando se documenta por primera vez con Cristóbal Colón y Antonio de Nebrija, respectivamente. En el primero aparece simplemente como la Plata y en el segundo de esta forma:

Est praeterea eiusdem Lusitanie via nobilissima: Argentea vulgo dicitur. Quod Licinius pontifex primum stravit, deinde Traianus Caesar refecit, et deinceps Aelius Pertinax aliiqui imperatores restituerunt, id quod ex lapidibus intelligitur: quibus millia passuum distinguuntur. Ea perducta est ab Emerita Augusta per Castra Caecilia Salmanticam usque, ubi primum in extima pontis parte incipit evanescere, neque ulterius ullum viae illius vestigium cernit.

Otra hipótesis sobre el nombre es que pudiera proceder de un tardío via Delapidata, a pesar de que plantea algunos problemas, como la ausencia en esta calzada de verdaderas silices o lapides, es decir, empedrado, que no era lo usual en las calzadas en sus recorridos no urbanos. Para solventar esta dificultad, una nueva hipótesis explica el significado del étimo via delapidata como «camino marcado con miliarios» (del latín clásico y medieval lapis, «piedra miliaria»).

## Origen

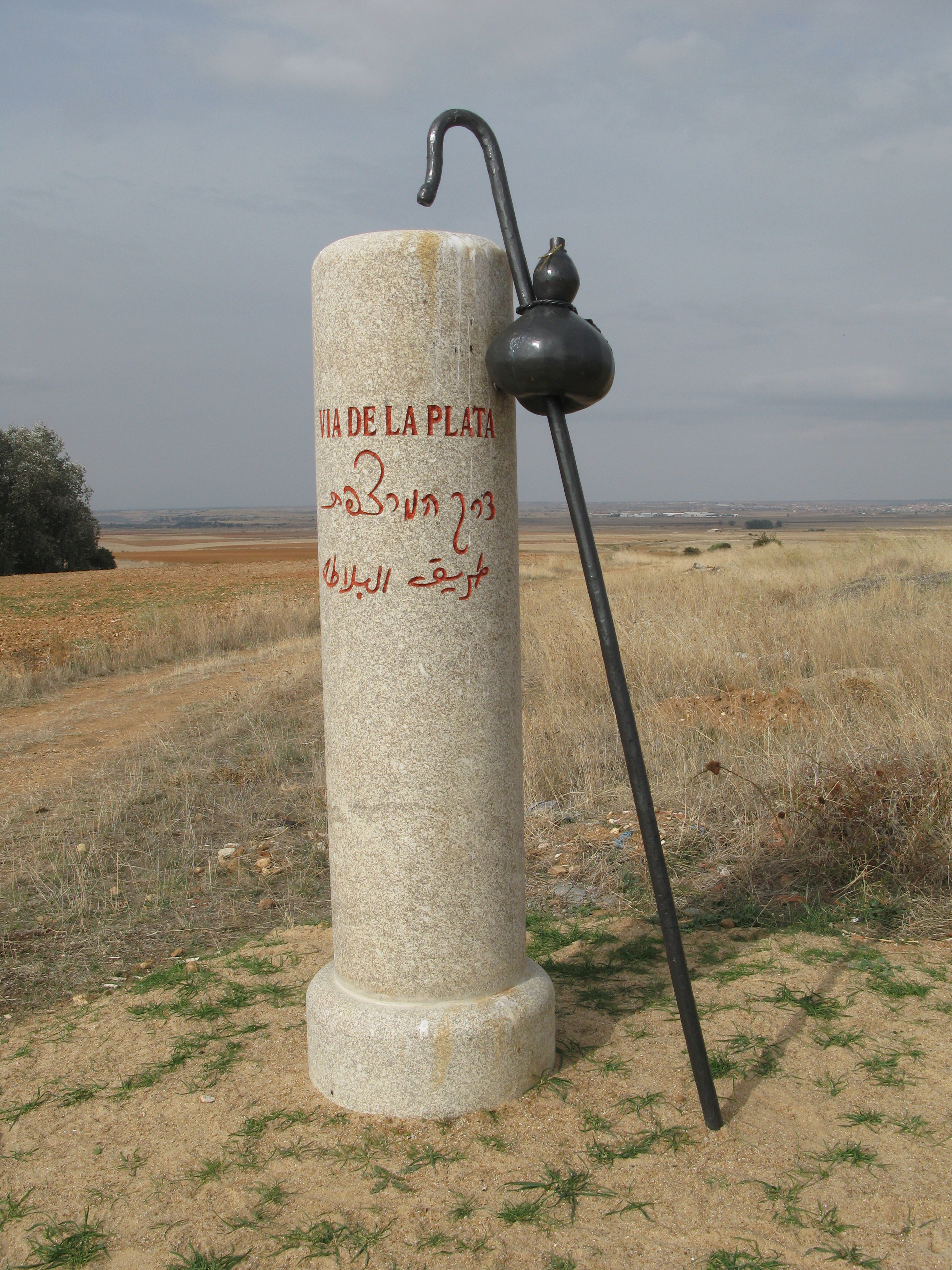
Monolito de la Vía de la Plata en la calzada de Peñausende

El origen histórico de esta ruta de comunicación es incierto. Durante el periodo protohistórico, coincidiendo con la presencia en el sur peninsular de la cultura de Tartessos, se tienen noticias de la existencia de contactos comerciales con el oeste hispano gracias a diversos hallazgos arqueológicos, por una ruta denominada por algunos estudiosos como "Vía del Estaño", pues se supone que por ella circularía buena parte de ese metal en la Península.

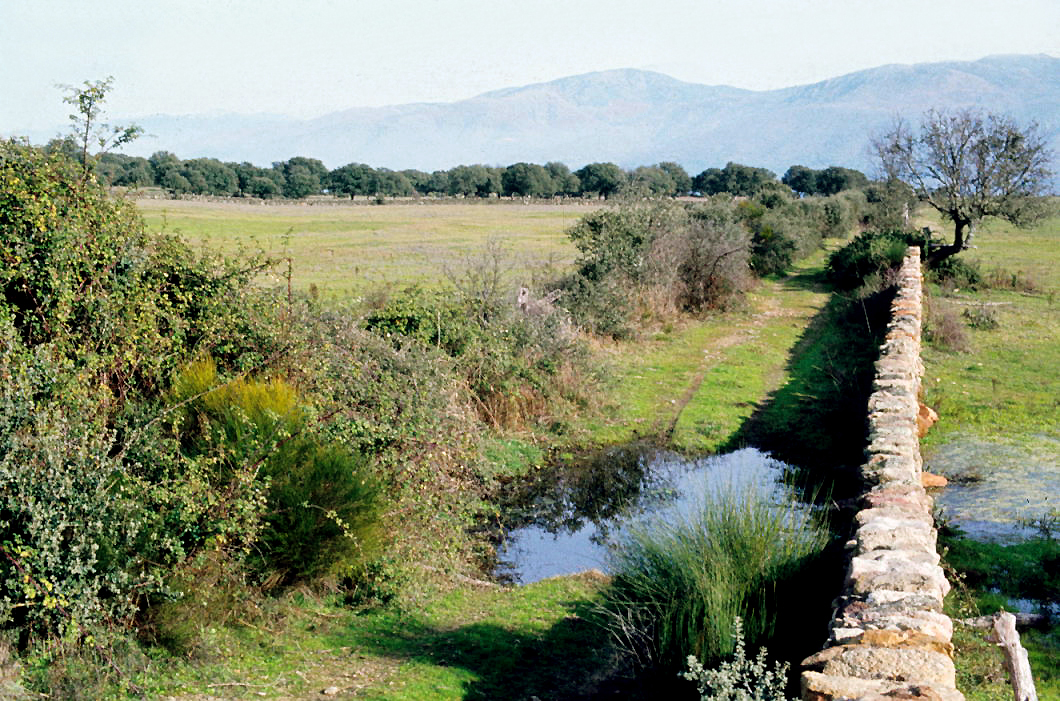
Vía de la Plata en Cáparra

En los siglos posteriores continuó siendo frecuentada, sin que se conozca su nombre concreto, y se convirtió, hasta la llegada de Roma, en una de las principales vías de comunicación de los pueblos ibéricos junto a la denominada Vía Heraclea, que recorría todo el Levante, desde Cádiz hasta atravesar los Pirineos.
Los autores españoles de los siglos XVII y XVIII, como Bernabé Moreno de Vargas, llamaban a la ruta "Vía consular" y "Vía militar" por estar convencidos de su existencia en época republicana. Es verosímil el arreglo de la ruta preexistente para facilitar el movimiento de las tropas, dado el temprano interés mostrado por los romanos en la exploración y la conquista del norte peninsular, como demuestra su primera expedición a Gallaecia en 137 a. C.
Durante la época romana, la vía se mantuvo como eje fundamental de las comunicaciones tanto durante la conquista (al ser camino de acceso desde la Bética hacia el noroeste) como en época imperial. Diversas fuentes escritas describen el recorrido de la misma, entre ellas el Itinerario de Antonino, el cual indica (Iter ab Emerita Asturicam) que partía de Augusta Emerita (Mérida), capital de la provincia Lusitania, y finalizaba en Asturica Augusta (Astorga), capital del Convento Asturicense y una de las principales ciudades de la provincia Tarraconense. En su camino atravesaba diversos núcleos como Bedunia (San Martín de Torres), Brigeco (Castro Gonzalo), Ocelo Durii (Villalazán, provincia de Zamora), Salmantica (Salamanca), Cáparra y Norba Caesarina (Cáceres).
| Mansio            | Correspondencia                                         | Distancia      |
| ----------------- | ------------------------------------------------------- | -------------- |
| Augusta Emerita   | Mérida                                                  | Millia Passuum |
| Ad Sorores        | Casas de Don Antonio                                    | XXVI           |
| Castra Caecilia   | Cáceres el Viejo, junto a Cáceres                       | XX             |
| Turmulos          | En las cercanías de Garrovillas de Alconétar            | XX             |
| Rusticiana        | Galisteo                                                | XXII           |
| Capera            | Cáparra                                                 | XXII           |
| Caelionicco       | Finca de la Vega, Peñacaballera                         | XXII           |
| Ad Lippos         | Valverde de Valdelacasa                                 | XII            |
| Sentice           | Pedrosillo de los Aires                                 | XV             |
| Salmantica        | Salamanca                                               | XXIV           |
| Sabaria o Sibarim | Peñausende                                              | XXI            |
| Ocelum Durii      | En los alrededores de Zamora                            | XXI            |
| Vico Aquario      | Castrotorafe                                            | XVI            |
| Brigaecium        | Dehesa de Morales de las Cuevas, Castro Gonzalo, Zamora | XXXII          |
| Bedunia           | San Martín de Torres                                    | XX             |
| Asturica Augusta  | Astorga                                                 | XX             |

## Evolución

Mapa de las calzadas romanas en Hispania.

En cuanto a la evolución posterior de la calzada, conforme la conquista cristiana de la península ibérica avanzaba hacia el sur, la Vía de la Plata, como itinerario básico en la geografía hispana de la zona occidental (por la propia configuración de esta) comenzó a servir también como camino de peregrinación hacia Santiago de Compostela desde el sur, uso que todavía mantiene, y continuó siendo una vía fundamental de tránsito a lo largo de la historia. Solo con la creación del sistema de comunicaciones radiales a partir del siglo XVIII fue reduciendo su importancia, que no consiguió recuperar hasta la segunda mitad del siglo XX, aunque ya con el trazado de la nueva carretera, ajena en muchos casos a la vieja calzada.
Reinvención moderna de la vía

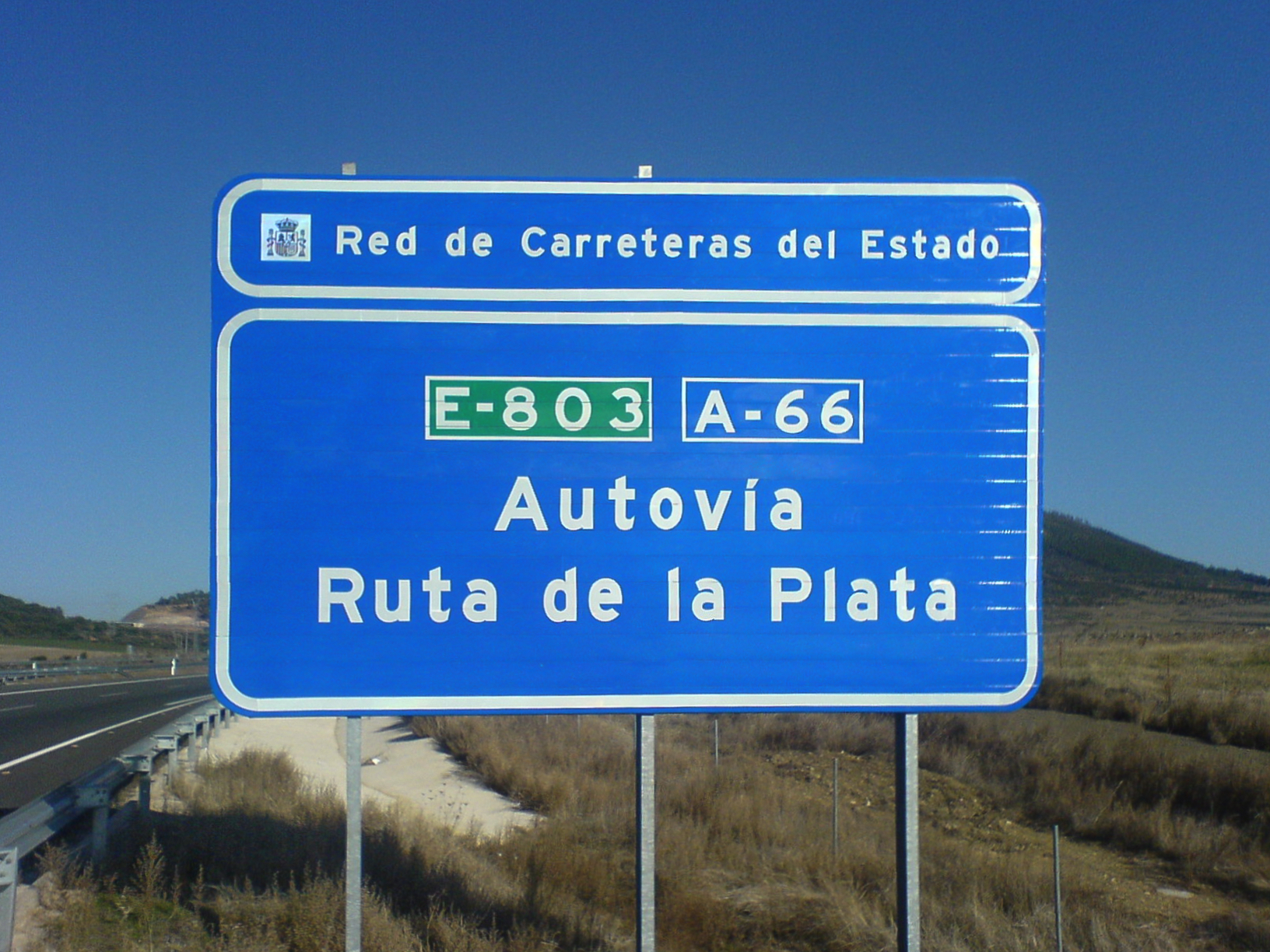
Autovía Ruta de la Plata

La idoneidad del trazado de la Vía de la Plata explica que, ya en época contemporánea, el recorrido de la carretera N-630, actualmente, en gran parte, A-66, eje principal de comunicación del oeste peninsular, siga su trazado en líneas generales. Así, la ahora denominada Ruta de la Plata alarga su itinerario hasta Gijón por el norte y hasta Sevilla por el sur y amplía su trazado original para llegar a ciudades de mayor importancia, como León; así, la ruta olvida el núcleo de Astorga, antaño de tanta importancia y final romano de la calzada.
El alcalde de esta última población ha alzado la voz en diversas ocasiones para criticar el abandono que sufre la ciudad en la puesta en valor de la Vía de la Plata; en este sentido, han apoyado a Astorga diversas instituciones, como la Universidad de León, y especialistas, como los catedráticos de Historia Narciso Santos Yanguas, Valentín Cabero y Manuel Abilio Rabanal Alonso, el cual siempre se ha mostrado defensor del trazado histórico de la Vía y del papel jugado por Astorga.

## Restos epigráficos y arqueológicos
Miliarios
Quedan bastantes tramos con restos visibles de la calzada misma. Aunque se han hecho numerosos estudios parciales, de miliarios y de tramos concretos, la única monografía científica sobre ella, de 1974, fue muy bien complementada en 1995, cuando se catalogaron y se estudiaron un total de 189 miliarios, tanto conocidos como inéditos, lo que permitió confirmar los recorridos correspondientes entre las localidades donde se hallaron, o se hallan aún, y sugerir aquellos recorridos intermedios que no los conservan.
Entre estos miliarios, y como fundamentales para definir el verdadero recorrido romano del Iter ab Emerita Asturicam, se conservan varios de los iniciales, que marcan las millas I a XXVI, desde la salida de Augusta Emerita (milla II) hasta la mansio Ad Sorores, y de los finales, entre las millas CLXXXIV a CCCXIII, desde Salmantica hasta Asturica Augusta (este bien atribuible a Augusto). Puesto que el origen de la calzada en Mérida no tiene discusión, al conservarse el miliario II, a unos 3 km de la salida norte de la ciudad, conviene dejar constancia de que más allá de Astorga tampoco se ha hallado nunca ningún otro miliario que pertenezca a la misma. Sí los hay de otras calzadas, de las varias que a su vez partían de Astorga, según el propio Itinerario de Antonino.

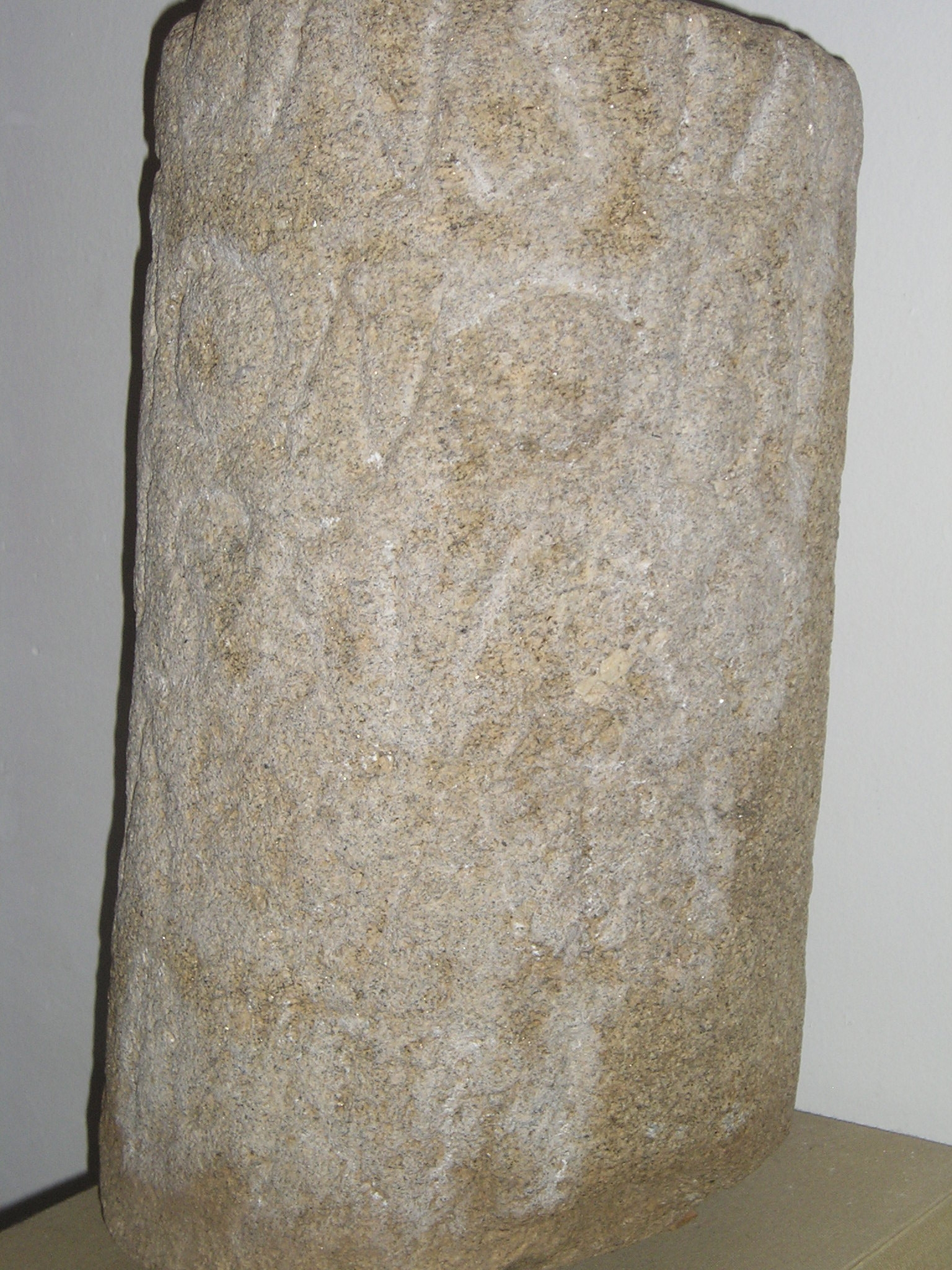
Miliario de Constancio Cloro procedente de la localidad cacereña de Casas del Monte, en el trazado de la vía entre Augusta Emerita y Norba Caesarina.
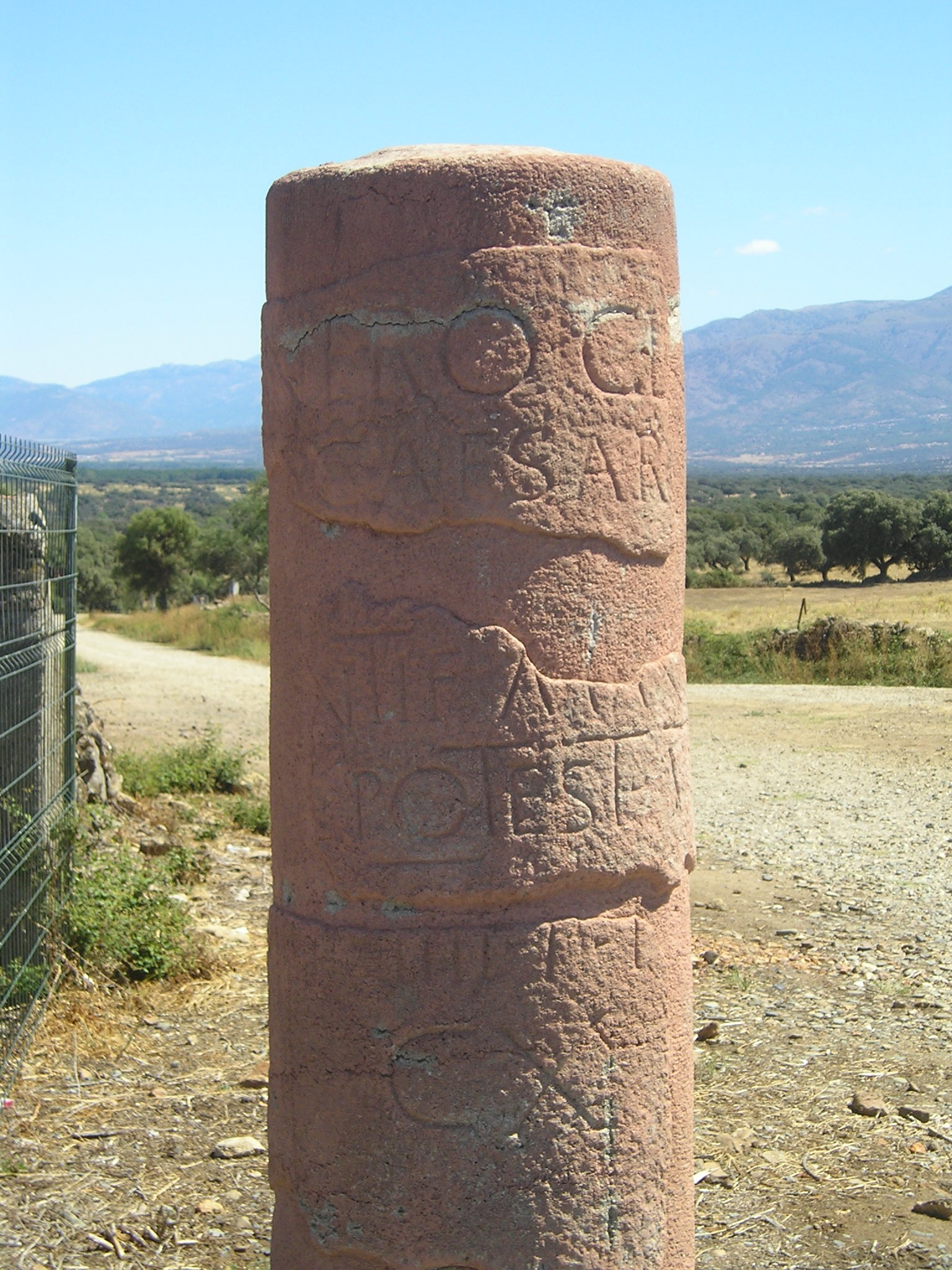
Miliario de Nerón en la ciudad de Cáparra, al norte de Cáceres.
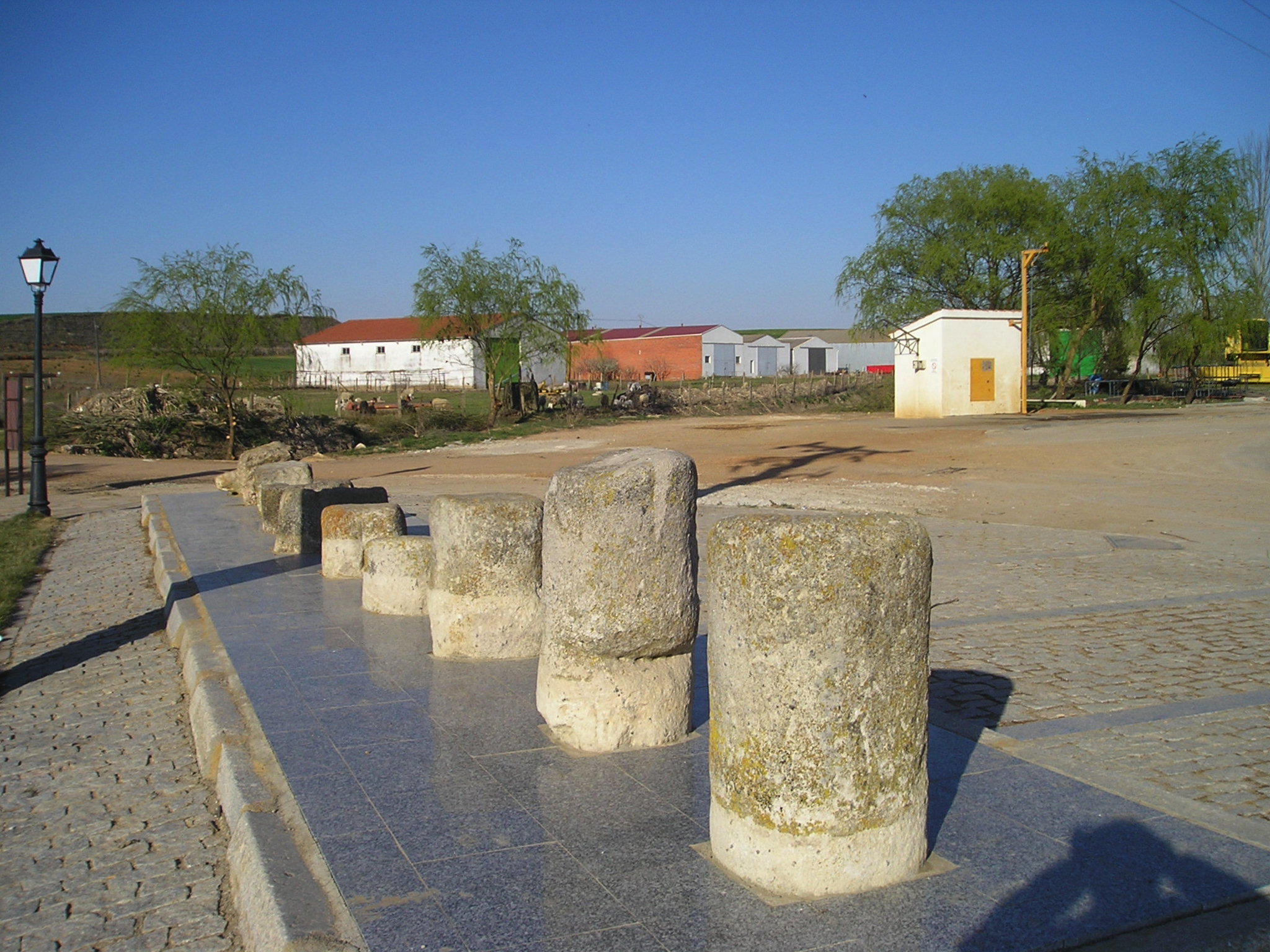
Miliario seccionado en Calzada de Valdunciel, junto al arroyo Valdunciel, lugar por el que pasaba la Vía de la Plata a unos 14 km al norte de Salamanca.

Puentes
- Puente de Alconétar

Patrimonio arqueológico

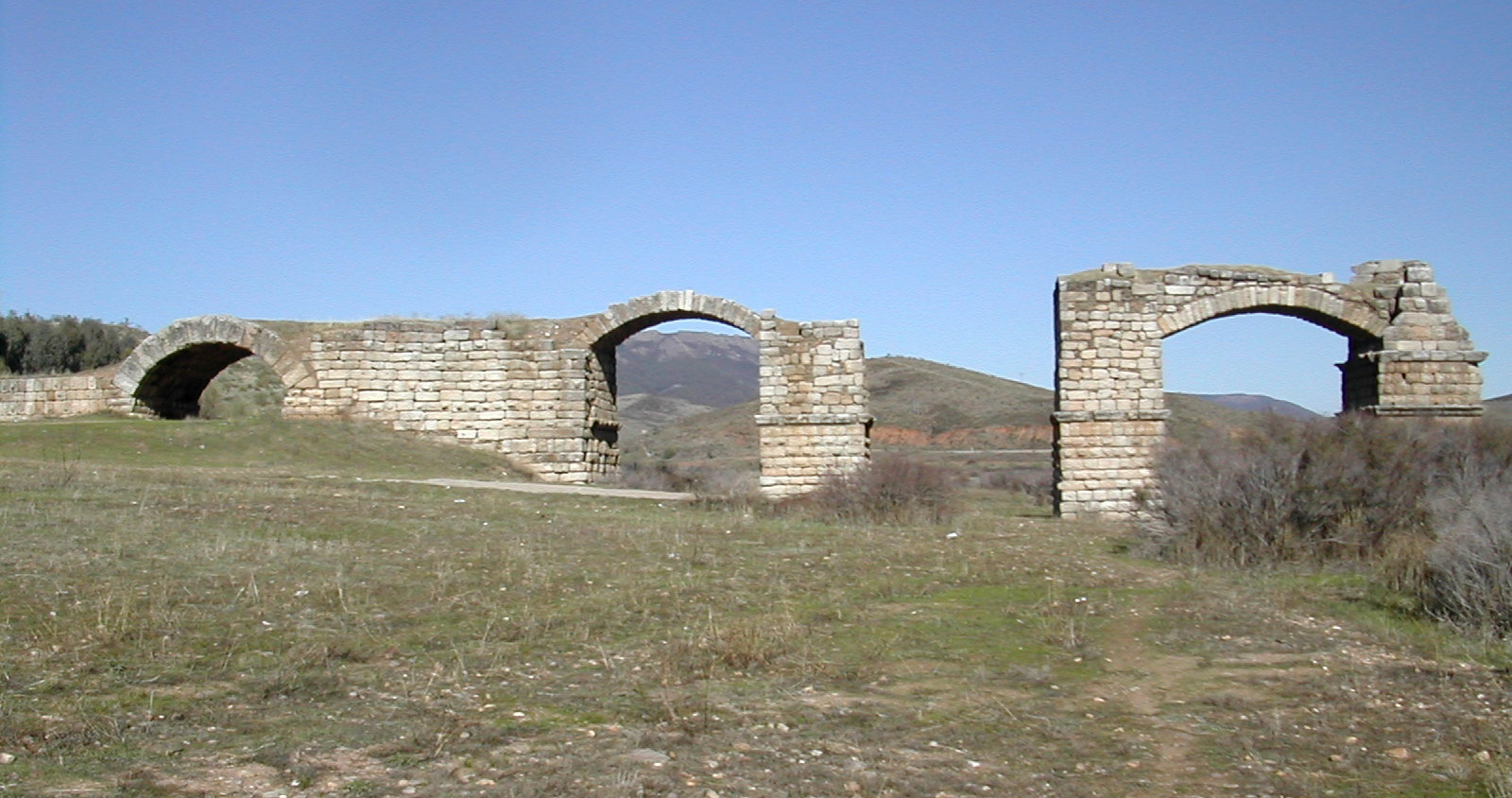
El puente romano de Alconétar.

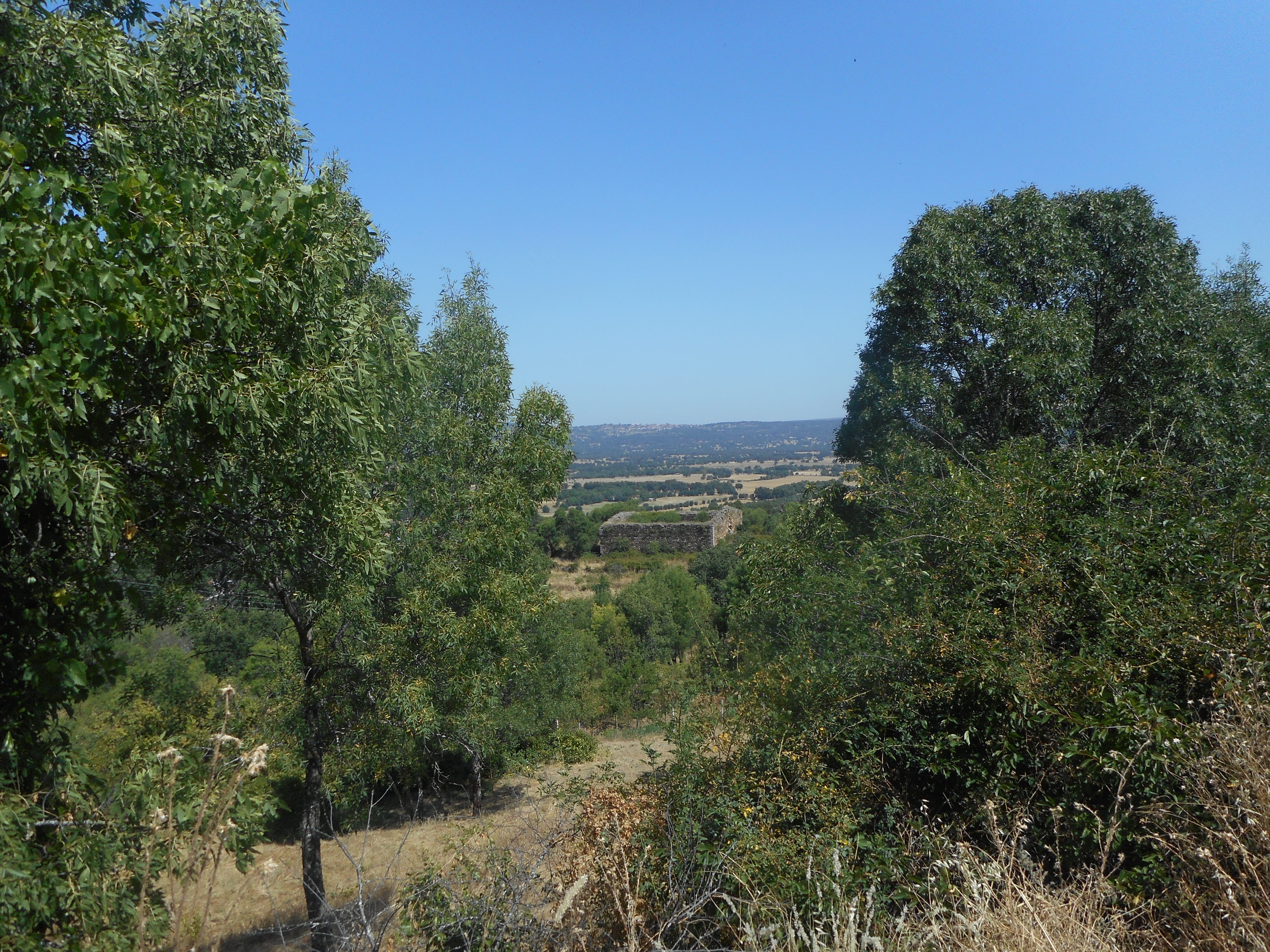
Vista general del fortín romano de la Calaza de Béjar (Salamanca, España).

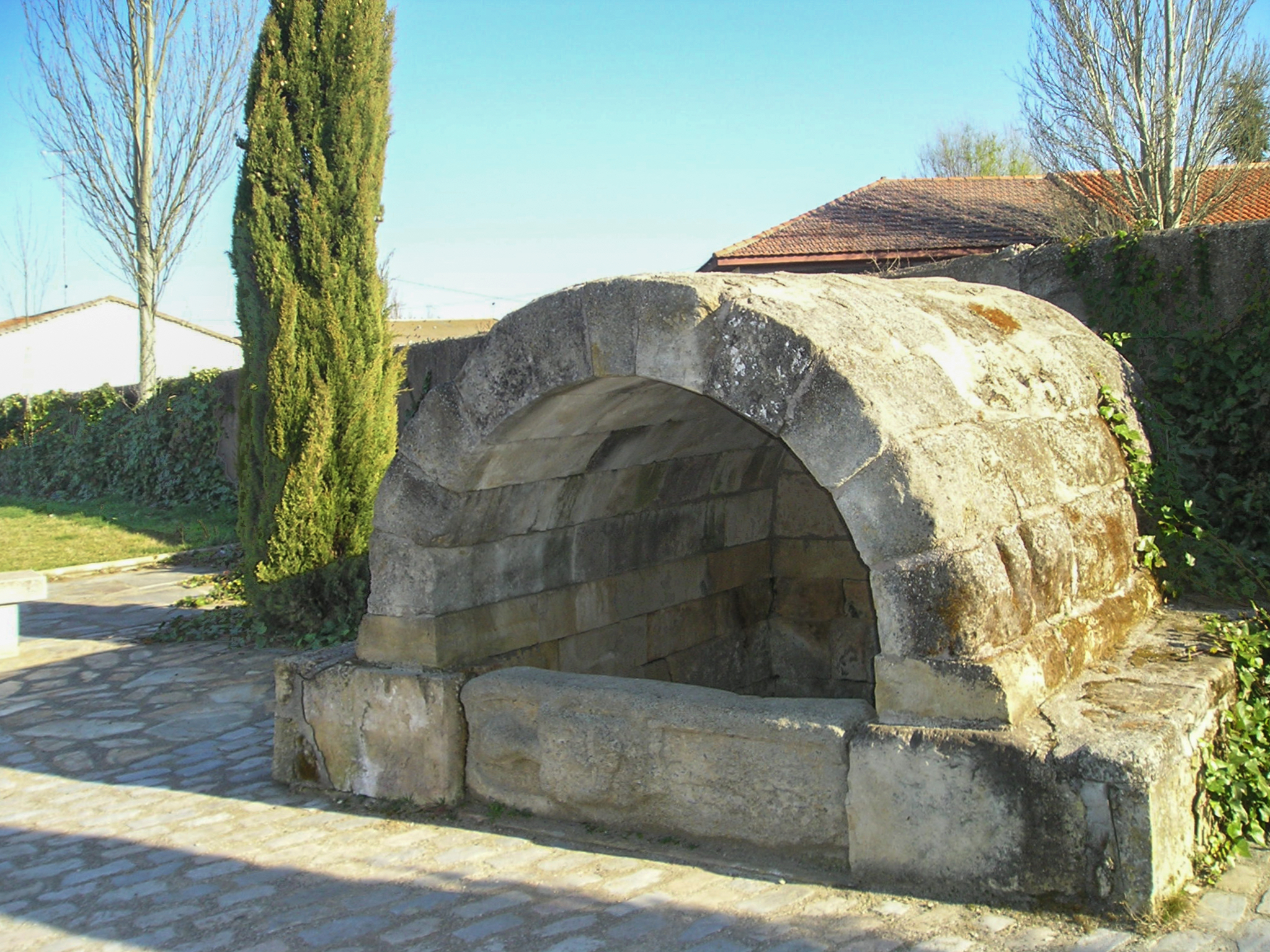
La Fuente Buena en Calzada de Valdunciel (Salamanca), fuente de origen romano, en cuyo vaso se reutiliza una estela antropomorfa altoimperial.

Son numerosos los vestigios arqueológicos de época romana que se pueden encontrar a lo largo de la Vía. Entre ellos están los siguientes:
- Ruinas de Augusta Emerita en Mérida.
- Castra Cecilia en Cáceres.
- Castra Servilia en Cáceres.
- Cuarto Roble en Cáceres.
- El Junquillo en Cáceres.
- Fortín romano de La Calzada de Béjar
- Mausoleo de Fuente Buena en Calzada de Valdunciel.
- Ruinas de Cáparra en Guijo de Granadilla.[22]
- Termas romanas en Baños de Montemayor.
- Villa romana de Torreáguila en Montijo.
- Ruinas de Asturica Augusta en Astorga.

## Itinerario cultural

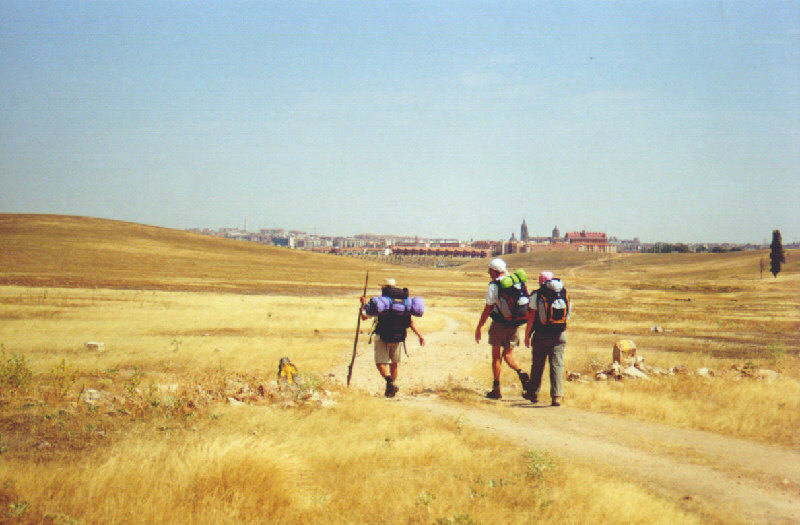
Peregrinos llegando a Salamanca por la Vía de la Plata.

Desde finales del siglo XX, la Vía de la Plata es objeto de revalorización como uso turístico y cultural y la labor de las distintas administraciones se está centrando en poner en valor un itinerario con un gran patrimonio histórico, artístico, etnográfico, cultural y natural. De hecho, algunos de los núcleos que atraviesa están declarados Patrimonio de la Humanidad, como Mérida, Cáceres y Salamanca, y otros, como Zamora y Astorga, cuentan también con un importante patrimonio. Por otra parte, se está incentivando su uso como camino de peregrinación al formar parte del Camino de Santiago de la Plata.
Todo este trabajo se ha concretado en la elaboración de guías turísticas, itinerarios y páginas web como la presentada por la Asociación de Pueblos de la Vía de la Plata.

## Centros de interpretación
La Vía de la Plata cuenta a lo largo del camino con tres Centros de Interpretación General de la Vía de la Plata, en Monesterio, Mérida y Baños de Montemayor, que sirven fundamentalmente de apoyo cultural y guía en el recorrido por la región.
Los Centros de Interpretación se definen como espacios culturales que ayudan, mediante el hilo conductor que es la Vía de la Plata, a comprender la historia de la región. Estos centros pertenecen a la red de Museos de Identidad de Extremadura.